# Martí Matons i Bofill
Martí Matons i Bofill (? - Barcelona, 1930) fou un polític català. De jove va emigrar a l'Argentina i quan tornà va treballar com a fuster a Gràcia, on el 1883 fou secretari de la Junta de la Societat d'Oficials Fusters de Gràcia. Malgrat simpatitzar amb el socialisme, va militar primera a la Lliga Regionalista, però després marxà a la Unió Federal Nacionalista Republicana (UFNR) amb la que fou escollit regidor de l'ajuntament de Barcelona pel districte 8 a les eleccions municipals de 1911. Tanmateix, va trencar amb la UFNR quan aquesta va signar el pacte de Sant Gervasi amb el Partit Republicà Radical. Aleshores marxà al Bloc Republicà Autonomista; el 1915 fou president de la Comissió Executiva pel monument a Francesc Pi i Margall i el 1916 fou nomenat president de l'Orfeó Gracienc. El 1920 fou escollir regidor de l'Ajuntament de Barcelona com a nacionalista independent, i el desembre de 1923 fou detingut i processat per les noves autoritats de la dictadura de Primo de Rivera per l'afer de la dissolució del CADCI.